# 멜라닌

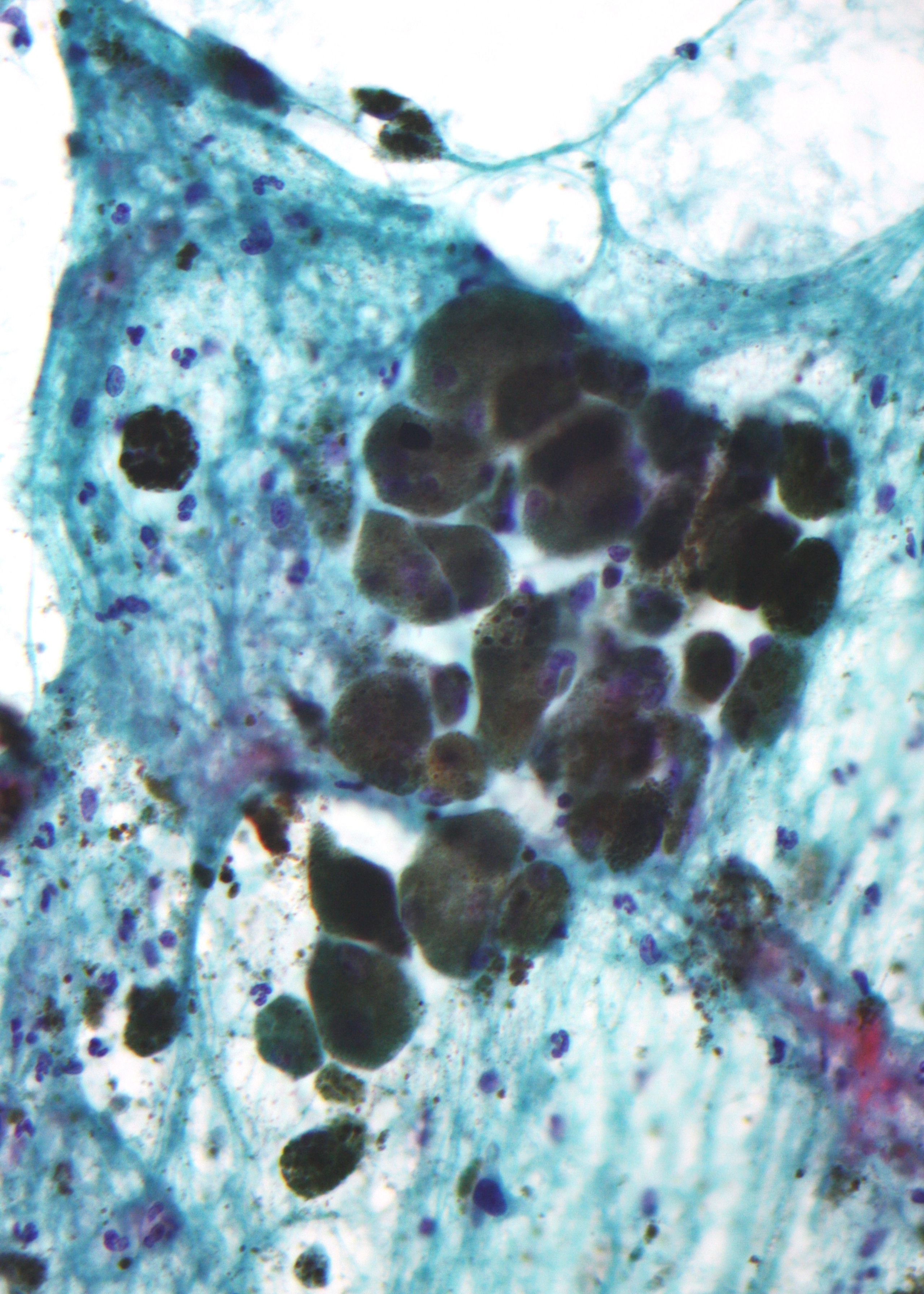

멜라닌(영어: melanin)은 여러 동물들의 피부나 눈 등의 조직에 존재하는 흑색 내지는 갈색 색소를 총칭한다. 주로 글로불린과 강한 결합을 이루는 멜라닌프로테인으로 존재하고, 물에는 용해되지 않지만 알칼리 용액이나 진한 황산에는 녹는다. 멜라닌은 일정량 이상의 자외선을 차단하는 기능이 있어서 피부의 체온을 유지시켜주고 자외선으로부터 피부를 보호해 준다. 또한, 멜라닌의 양에 의해서 피부색이 결정된다.

## 종류
멜라닌은 사람의 피부색을 결정하는 중요한 요소이다. 비단 피부뿐만이 아니라 털, 눈, 귀, 심지어 뇌에도 존재한다. 피부의 멜라닌은 멜라닌 세포에 의해 생성되는데, 인종에 따라서 멜라닌 발현 유전자가 다르고 이에 따라 멜라닌 세포의 양이 조절되어 피부색이 결정된다. 몇몇 동물이나 사람들은 멜라닌 세포가 적거나 존재하지 않아서 백색증(Albino)에 걸린다.
멜라닌은 작은 분자들의 집합체이기 때문에 여러 가지 종류가 있다. 페오멜라닌과 유멜라닌은 사람의 피부와 털에서 발견되지만, 유멜라닌이 주를 이루고 유멜라닌의 부족이 백색증의 가장 주요한 요인이다.

### 유멜라닌
오랜 기간 동안 유멜라닌(Eumelanin) 중합체는 5,6-다이하이드록시인돌(DHI)과 5,6-다이하이드록시인돌-2-카르복시산(DHICA)의 거대하고 긴 교차결합체라고 생각했다. 하지만 최근 연구결과에 의하면 유멜라닌은 좀 더 단순한 올리고머(oligomer)들의 결합체로 밝혀졌다.
유멜라닌은 2가지 종류가 있는데 하나는 갈색 유멜라닌이고 하나는 갈색보다 어두운 색을 가진 흑색 유멜라닌이다. 2가지 모두 피부와 털 등에서 발견된다.

### 페오멜라닌
페오멜라닌(Pheomelanin)은 털과 피부 모두에서 발견되는데, 색은 분홍 내지는 붉은 빛을 띄는 경향이 있어서 붉은 머리를 가진 사람의 머리카락에서 많이 발견된다. 페오멜라닌은 태양빛 내부의 자외선에 노출되면 발암물질로 돌변한다.

## 생성 과정
멜라닌은 멜라노솜이라 불리는 특수한 구조에서 생성되는데, 멜라노솜이란 작은 자루모양이며 멜라닌 세포의 세포질 내에 생성되는 특이한 구조이다. 멜라닌 세포는 멜라노솜이 포함된 돌기를 뻗어서 케라틴 세포 등 주변의 다른 세포에게 멜라닌을 전달하기도 하고, 멜라노솜 중 티로신과 같은 페놀 종류와 그 산화효소를 가지고 있는 경우에는 형성된 멜라닌을 자기 내부에 축적시키기도 한다. 생산된 멜라노솜은 표피세포 내부로 전달되고 이것이 피부나 털의 암색화를 일으킨다.

## 기능
멜라닌은 세포 내에서 여러 가지 방식으로 존재하는데, 멜라닌 세포가 멜라노솜의 확산과 응집을 조절함으로써 피부색의 변화가 일어난다. 멜라닌은 피부가 자외선으로부터 해를 입는 것을 방지하고 체온을 유지하는 데도 도움을 준다. 멜라닌이 피부에서 하는 기능은 파악되었지만, 아직 뇌와 부신수질 등에서의 기능은 확인되지 않았다.

## 같이 보기
- 백색증 (Albino)
- 카로틴 (Carotene)
- 파킨슨병 (Parkinson's disease)
- 비타민 D (Vitamin D)